# Rhabdomastix (Rhabdomastix) japonica
Rhabdomastix (Rhabdomastix) japonica is een tweevleugelige uit de familie steltmuggen (Limoniidae). De soort komt voor in het Palearctisch gebied.